# Astrid Holmová
Astrid Vilhelmine Holmová (roz. Rasmussenová; 29. března 1893 Sorø – 29. října 1961) byla dánská divadelní a filmová herečka známá především díky svým rolím v němých filmech.

## Mládí a divadelní kariéra
Byla dcerou hoteliéra Hanse Petera Rasmussena a jeho manželky Maren Sofie Rasmussenové (roz. Larsenové). Studovala na Královském dánském baletu (Den Kongelige Ballet), ale v roce 1910 z něj odešla, aby se mohla věnovat kariéře divadelní herečky. Během první světové války pak vystupovala v Det Ny Teater v Kodani. Na začátku dvacátých let vystupovala v Dánském královském divadle (Det Kongelige Teater), od roku 1927 do roku 1940 působila v několika divadlech po celém Dánsku. Počátkem 40. let získala angažmá v divadle ve Frederiksbergu a poté v divadle Allé-Scenen. Od poloviny 40. let se na jevišti objevovala jen zřídka, příležitostně však vystupovala v rozhlasu.

## Filmová kariéra
Astrid Holmová debutovala na plátně v roce 1917 ve filmu Søstrene Morelli, natočeném společností Dansk Filmfabrik, a následující rok podepsala smlouvu s Nordisk Film. Její první role v této společnosti byla ve filmu režiséra Holger-Madsena Folkets Ven (1918), po němž si zahrála v několika úspěšných filmech režiséra Emanuela Gregerse. Jednou z jejích divácky nejpopulárnějších rolí byla sestra Edith ve švédském mysteriózním dramatu Vozka smrti (1921) režírovaném Victorem Sjöströmem. V roce 1925 si Holmová zahrála s Johannesem Meyerem v dramatu režiséra Carla Theodora Dreyera Pán domu aneb Tyranův pád.
Astrid Holmová se pak po dlouhé odmlce vrátila k filmu v roce 1942 ve snímku Ta'briller på, který režíroval Arne Weel a v hlavních rolích hrála Liva Weelová a Hans Egede Budtz. V průběhu 40. let se objevila ve čtyřech dalších filmech a poté přestala hrát kvůli zhoršujícímu se zdraví. Svojí poslední filmovou roli ztvárnila v roce 1947 ve snímku Mani režírovaném Holgerem Gabrielsenem.
Dánský filmový institut popisuje její filmovou kariéru takto:
Kariéra Astrid Holmové byla v době němého filmu pozoruhodná díky jejímu jedinečnému talentu. Zahrála si sice v nemnoha snímcích, na druhou stranu šlo o jedny z nejzajímavějších filmů té doby, jež měli na starost ti největší režiséři. Často zobrazovala ženy, které byly v určitém smyslu v pozici oběti,
ale její herecký projev měl tlumenou sílu a hloubku, která vždy slavila úspěch.

## Osobní život
Astrid Holmová byla provdána za o 14 let staršího baletního tanečníka Holgera Holma, který zemřel v roce 1916. Během 50. let žila samotářským životem a trpěla řadou nemocí. Zemřela v roce 1961 ve věku 68 let.

## Filmografie
- 1917 Søstrene Morelli – Elvira Morelliová
- 1917 Det store Mørke – Maria
- 1918 Folkets ven – Jonna Kampová, Waldova žena
- 1919 Mod lyset – Wenka
- 1920 Lavinen – Hanni Kvisselová
- 1921 Vozka smrti – Edit
- 1922 Čarodějnictví v průběhu věků – Anna
- 1922 Den sidste af slægten – Lise
- 1925 Pán domu aneb Tyranův pád – Ida
- 1942 Ta' briller på – Ester Bergová
- 1946 Hans store aften – Anna Tingbyová
- 1946 Diskret Ophold – Lehmannová
- 1946 Jeg elsker en anden
- 1947 Mani – Franková